# Maarten Stuivenberg
 (juin 2017).
Si vous disposez d'ouvrages ou d'articles de référence ou si vous connaissez des sites web de qualité traitant du thème abordé ici, merci de compléter l'article en donnant les références utiles à sa vérifiabilité et en les liant à la section « Notes et références ».
Maarten Stuivenberg (né le 20 avril 1995 à Zeist) est un athlète néerlandais, spécialiste du 400 m.

## Biographie
Le 25 juin 2017 il bat le record des Pays-Bas du relais 4 x 400 m, en 3 min 2 s 37.
En août 2017, il est contrôlé positif lors d'un test dopage et découvre être atteint d'un cancer des testicules. Cette tragédie rappelle celle du décathlonien belge Thomas Van der Plaetsen, qui a vécu la même situation en 2014. Il débute un traitement par chimiothérapie le 27 décembre.
Il annonce sa retraite sportive le 21 juillet 2019.

## Palmarès
| Date | Compétition                       | Lieu      | Résultat | Épreuve   | Temps         |
| ---- | --------------------------------- | --------- | -------- | --------- | ------------- |
| 2017 | Championnats d'Europe par équipes | Lille     | 2e       | 4 x 400 m | 3 min 02 s 37 |
| 2017 | Championnats d'Europe espoirs     | Bydgoszcz | 6e       | 400 m     | 46 s 79       |